# Втікачі (фільм)
«Втікачі» (фр. Les Fugitifs) — французька кінокомедія за участю комічного дуета П'єр Рішар і Жерар Депардьє. Фільм знято у 1986 Франсісом Вебером. У 1989 ідею фільму запозичено в США, де Вебер зняв цей же фільм з таким же сюжетом, але з американськими акторами та під назвою «Три втікачі».

## В ролях
- П'єр Рішар — Фрасуа Піньйон
- Жерар Депардьє — Жан Люка
- Жан Карме — ветеринар
- Моріс Бор'є — комісар поліції Дюрок
- Жан Бенґіґі — лікар Жульберн

## Сюжет
Звільнившись з тюрми, відомий грабіжник Жан Люка (Жерар Депардьє) вирішує почати нове життя. Зайшовши до банку, щоб покласти гроші на рахунок, він ненароком опиняється свідком пограбування банку, яке незграбно виконує Франсуа Піньйон (П'єр Рішар). Коли поліція оточує банк, Франсуа у відчаї бере Люку в заручники, однак поліція йому не вірить і вважає Люку справжнім грабіжником, а Франсуа жертвою. Не маючи іншого виходу, Люка мусить тікати рятуючи також і Франсуа. На волі він довідується, що Франсуа спонукала на злочин хвороба його доньки, яка німа з дитинства. Не бажаючи цього, Люка прив'язався до дівчинки і навіть коли його невинність була доведена, вирішує допомогти батькові та дівчинці втекти з країни. Забравши дочку з інтернату, Люка передягає Франсуа в одежу жінки і супроводжує їх через численні дотепні пригоди до кордону з Італією.